# Wabua elliot
Wabua elliot là một loài nhện trong họ Stiphidiidae.
Loài này thuộc chi Wabua. Wabua elliot được V. T. Davies miêu tả năm 2000.